# マルセル・メイエ
- マルセル・メイエル

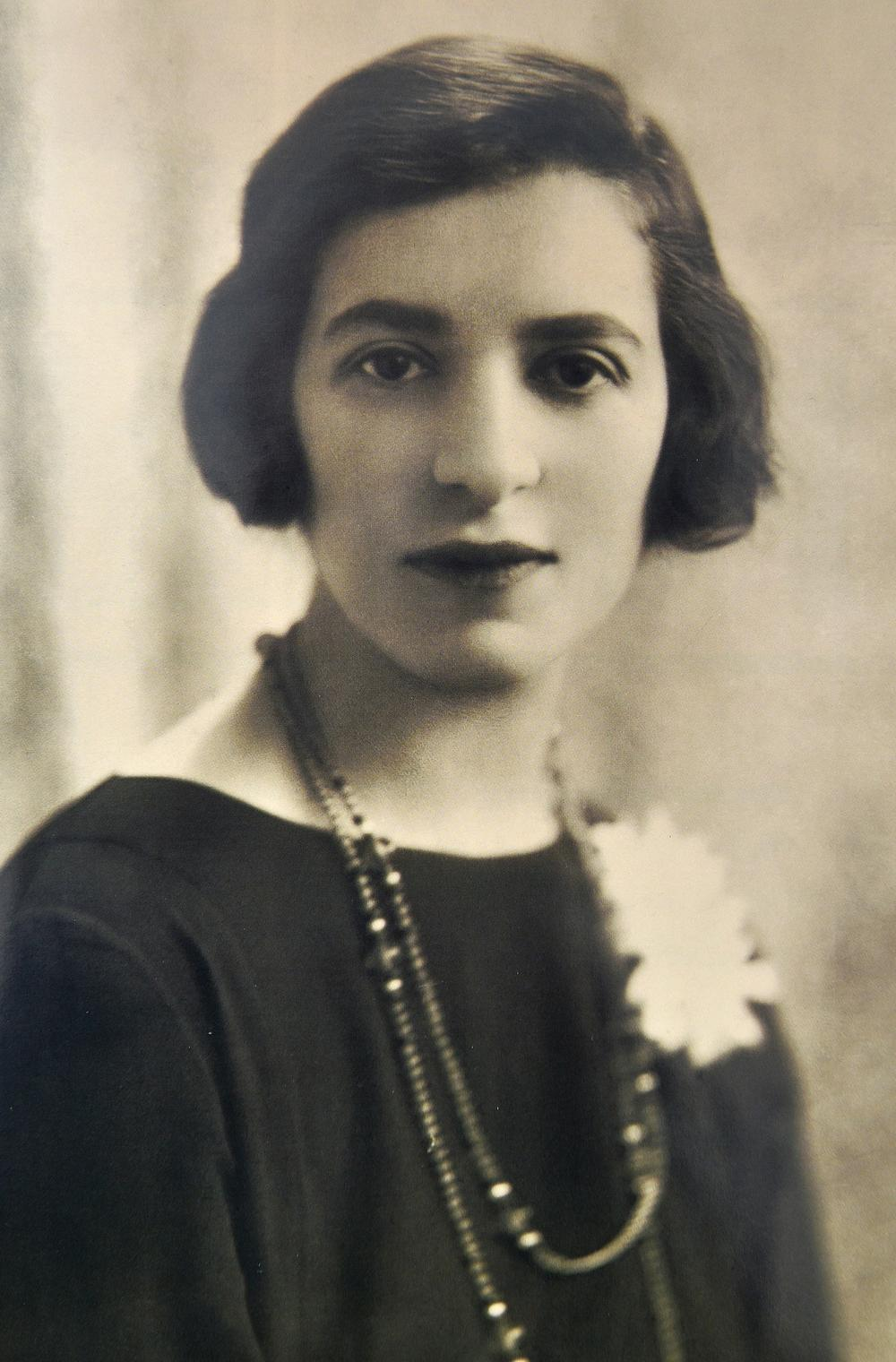
マルセル・メイエ

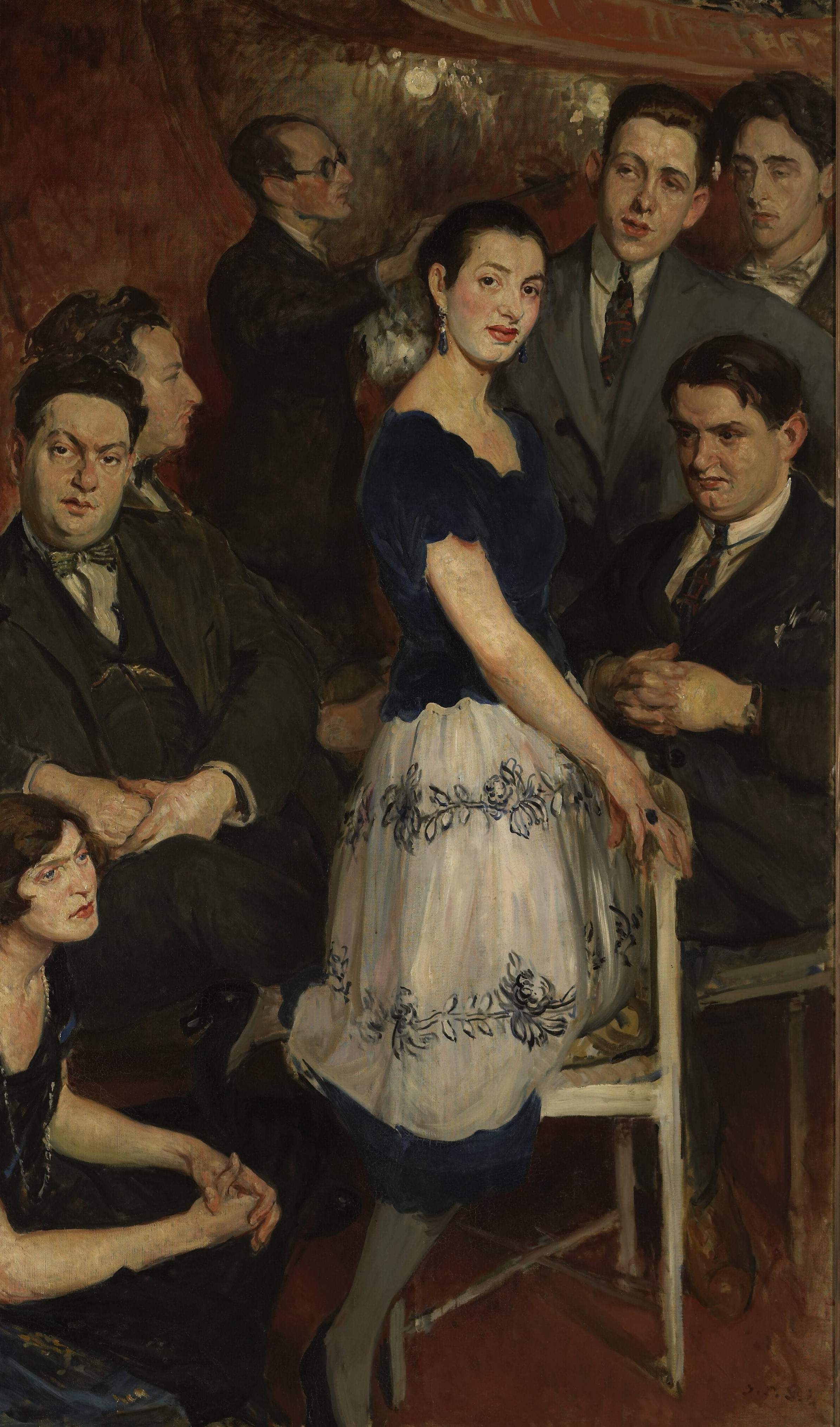
ジャック＝エミール・ブランシュ『6人組の面々』（1921年）。中央の女性がメイエ。

マルセル・メイエ（Marcelle Meyer フランス語: [mɛjɛʁ], 1897年5月22日 - 1958年11月17日）は、フランスのピアニスト。
リールの生まれ。5歳の頃から姉からピアノを習い、1911年にパリ音楽院に入学。マルグリット・ロンのクラスに入るも、アルフレッド・コルトーの薫陶を受け、1913年にプルミエ・プリを得て卒業した。その後、リカルド・ヴィニェスから、モーリス・ラヴェルの音楽を教えられることとなった。
1917年にピエール・ベルタンと結婚したことで、エリック・サティらと親交を持つようになった。サティは「私の小さな可愛いレディ」と呼び、彼女を大変かわいがったという。サティの親交から、フランス6人組らとも関わり、フランシス・プーランクらの作品の初演も手がけた。
パリにて没。